# 도립대학역
도립대학역(일본어: 都立大学駅, とりつだいがくえき)은 일본 도쿄도 메구로구에 있는 철도역이다.
"도립대학"이라는 역명이지만 인근 역의 가쿠게이 대학역과 마찬가지로 도쿄 도립대학은 근처에 존재하지 않는다.

## 역 구조
상대식 승강장 2면 2선의 고가역이다. 승강장과 개찰구 사이에는 엘리베이터가 설치되어 있다. 화장실은 승강장 엘리베이터 앞에 있다. 하행선(모토마치·주카가이 방면) 승강장의 엘리베이터 앞에 여성용, 상행선(시부야 방면) 승강장의 엘리베이터 앞에 남성용이 있다. 다기능 화장실은 남녀 각 화장실에 1칸씩 구비되어 있다.

### 승강장
| 1 | 도요코 선 | 요코하마·모토마치·주카가이·신요코하마·후타마타가와 방면 |
| 2 | 도요코 선 | 시부야·이케부쿠로·가와고에시·도코로자와 방면            |

## 역 주변
- 메구로도리
- 메구로 구민 캠퍼스
- 메구로 퍼시몬 홀
- 도키와마쓰 학원
- 메구로 히몬야 보건 센터
- 메구로 가키노키자카 우체국
- 메구로 히몬야욘 우체국
- 도립대학 도큐 스토어
- 이온 스타일 히몬야

## 역사
- 1927년 8월 28일: 가키노키자카역으로 영업 개시. 개업 당시에는 상대식 승강장이었음.
- 1931년
  - 7월 25일: 부립 고교 앞역으로 개명됨.
  - 8월: 섬식 승강장으로 변경됨.
- 1932년 3월 31일: 부립고교역으로 개명됨.
- 1943년 12월 1일: 도립고교역으로 개명됨.
- 1952년 7월 1일: 도립대학역으로 개명됨.
- 1959년 11월 26일: 역 부근 입체 교차화 공사 착수.
- 1961년 9월 14일: 고가화 및 역 개량 공사 준공.
- 1972년: 자동 개찰기 설치.

## 인접역
| 도쿄 급행 전철 도요코 선        | 도쿄 급행 전철 도요코 선 | 도쿄 급행 전철 도요코 선       |
| ------------------------------- | ------------------------ | ------------------------------ |
| TY 05 가쿠게이 대학 시부야 방면 | ■ 각역정차               | TY 07 지유가오카 요코하마 방면 |